# Лидингьо
Лидингьо (на шведски: Lidingö) е град в лен Стокхолм, източната част на централна Швеция. Главен административен център на едноименната община Лидингьо. Разположен е на остров Лидингьо. Намира се на около 6 km на север от централната част на столицата Стокхолм. Населението на града е 31 561 жители според данни от преброяването през 2010 г.

## Известни личности
Починали в Лидингьо
- Пер Лагерквист (1891 – 1974), писател
- Ивар Рот (1888 – 1972), финансист

## Побратимени градове
- Салдус, Латвия